# Feltiella quadrata
Feltiella quadrata är en tvåvingeart som beskrevs av Kashyap 1988. Feltiella quadrata ingår i släktet Feltiella och familjen gallmyggor. Inga underarter finns listade i Catalogue of Life.